# Ліс, у який ти ніколи не увійдеш
«Ліс, у який ти ніколи не увійдеш» — радянський телефільм 1978 року, знятий режисером Борисом Конуновим на кіностудії «Молдова-фільм».

## Сюжет
Десятикласники однієї з міських шкіл приїхали на двотижневу практику до сусіднього ліспромгоспу. Спочатку хлопці почувалися туристами. Але участь у посадці лісу під керівництвом лісничого Юрія — справжнього ентузіаста своєї справи, пробудило у них почуття любові до рідної природи.

## У ролях
- Ізабелла Чиріна — Оля Лєткова, дев'ятикласниця
- Світлана Орлова — Іра Маліна, дев'ятикласниця
- Віктор Жиганов — Толя Медовський, дев'ятикласник
- Альгіс Арлаускас — Коля, дев'ятикласник
- Раїса Куркіна — Вілена Федорівна, вчителька
- Юрій Каморний — Петро Миколайович, вчитель труда
- Юрій Кузьменков — Юрій, лісничий
- Олександра Кожевникова — Реброва, дев'ятикласниця
- Євгенія Воробйова — Княгіна, дев'ятикласниця
- Сергій Харченко — директор ліспромгоспу
- Володимир Шакало — Довгов'язий, вальщик лісу
- Іон Аракелу — Коротишка, вальщик лісу
- Анвар Асанов — хлопчик з ліспромгоспу
- Антоніна Бушкова — Анна Володимирівна, секретар директора ліспромгоспу
- Борис Бадмаєв — епізод
- Сергій Гавриленко — епізод
- Олександр Григораш — епізод
- С. Губилик — епізод
- Є. Гребенко — епізод
- Г. Гораш — епізод
- Н. Делєва — епізод
- І. Добринський — епізод
- Анатолій Жоржато — епізод
- Наталія Ілатовська — епізод
- С. Курневич — епізод
- С. Кондрацький — епізод
- Є. Лопатіна — епізод
- Г. Данда — епізод
- Олександр Мораренко — епізод
- С. Носова — епізод
- С. Патерюк — епізод
- Т. Платон — епізод
- С. Ріттер — епізод
- Р. Сандуляк — епізод
- А. Смирнов — епізод
- А. Семенов — епізод
- Н. Тофан — епізод
- В. Шмиков — епізод
- І. Шульгін — епізод
- А. Урекяну — епізод

## Знімальна група
- Режисер — Борис Конунов
- Сценаристи — Тамара Ліхоталь, Маргарита Мосякова
- Оператори — Влад Чуря, Володимир Корнілов
- Композитор — Едуард Артем'єв
- Художник — Антон Матер